# Aylín Mújica
Aylín Mújica Ricard (Havanna, 1974. november 24. –) kubai színésznő, műsorvezető, modell, énekes és táncosnő.

## Élete
Aylín már nyolcéves korában tanult balett és néptáncot a Kubai Nemzeti Tánc Akadémián. Karrierje mégis tizenhárom éves korában kezdődött, amikor modellkedni kezdett. Több mexikói televízió sorozatban és show műsorban is szerepelt, beleértve a TV Azteca és a Televisa reggeli műsoraiban mint műsorvezető.
2006-ban kezdett dolgozni a Telemundonál, amikor a Marina című telenovellában játszott két szereplőt,
Veronicát és Laurát. Ez volt élete első kettős szerepe.
2008-ban a Telemundo által gyártott, Csajok, szilikon, ez lesz a Paradicsom! című telenovellában, Lorena Magallanes szerepét játszotta.
2009-ben a Szívek iskolája című kolumbiai telenovellában, Verónica Ríos de la Torre szerepét játszotta.
2010-ben a Telemundo legújabb sikersorozatában az Aurorában játssza, Vanessa Miller, a gazember szerepét.
2012-ben a Telemundo által gyártott Több mint testőr című sorozatban Fernanda del Castillo szerepét játszotta. A sorozatban játszott szerepéért elnyerte a Premios tu Mundo-díjat a Legjobb női gonosz és a Miami Life Awards-díjat azonos kategóriában.

## Magánélete
Aylín már három alkalommal házasodott, és három gyermeke van. Az első házassága Osamu nevű kubai zenésszel volt, akitől 1993-ban egy Mauro nevű fiú gyermeke született. Második házassága a televíziós producerrel Alejandro Gaviraval volt, akitől 2000-ben
Alejandro nevű fiú gyermeke született. 2010. szeptember 24-én feleségül ment Gabriel Valenzuelához, akitől egy Violetta nevű lánya született. 2012-ben elváltak.

## Filmográfia

### Telenovellák
| Év        | Cím                                     | Eredeti cím                | Szerep                                                          | TV stúdió       | Magyar hang     |
| --------- | --------------------------------------- | -------------------------- | --------------------------------------------------------------- | --------------- | --------------- |
| 2025      |                                         | Velvet: El nuevo imperio   | Gloria Olivera de Márquez                                       | Telemundo       |                 |
| 2023      |                                         | Juego de mentiras          | Rocío Jiménez                                                   | Telemundo       |                 |
| 2020      |                                         | Como tú no hay 2           | Oriana Jasso                                                    | Televisa        |                 |
| 2018      |                                         | La bella y las bestias     | María Estela González                                           | Televisa        |                 |
| 2014–2015 | Lucia – A sors üldözöttje               | Los Miserables             | Liliana Durán                                                   | Telemundo-Argos | Solecki Janka   |
| 2012–2013 | Több mint testőr                        | Corazón valiente           | Fernanda del Castillo Ramirez de La Madrid / Victoria Villafañe | Telemundo       | Solecki Janka   |
| 2010–2011 | Aurora                                  | Aurora                     | Vanessa Miller Quintana Pérez                                   | Telemundo       |                 |
| 2009–2010 | Szívek iskolája                         | Niños ricos, pobres padres | Verónica Ríos de la Torre                                       | Telemundo       | Sági Tímea      |
| 2008–2009 | Csajok, szilikon, ez lesz a Paradicsom! | Sin senos no hay paraíso   | Lorena Magallanes                                               | Telemundo       | Kiss Anikó      |
| 2006–2007 | Marina                                  | Marina                     | Laura Saldívar és Veronica Saldívar                             | Telemundo       | Zakariás Éva    |
| 2004–2005 |                                         | La heredera                | Lorena Beatriz Madero Grimaldi                                  | TV Azteca       |                 |
| 2002      |                                         | Agua y aceite              | Déborah                                                         | TV Azteca       |                 |
| 1999–2000 |                                         | Háblame de amor            | Lucía                                                           | TV Azteca       |                 |
| 1999      |                                         | Yacaranday                 | Yacaranday                                                      | TV Azteca       |                 |
| 1998      | Señora                                  | Señora                     | Isabel Fernández                                                | TV Azteca       | Zsigmond Tamara |
| 1996      |                                         | Canción de amor            | Estrella                                                        | Televisa        |                 |
| 1995      |                                         | La dueña                   | Fabiola Hernández                                               | Televisa        |                 |

### Filmek
- El jinete de acero: Gloria (1994)
- El castrado: Doctora (1995)
- Los cómplices del infierno: (1995)
- Mi amor secreto: (2006)
- A propósito de Alexa: Elisa (2007)
- Desde dentro: Carmen Altamirano (2015)

### Műsorvezetőként
- 2013 - Bilboard Latin Musis Awardards - Telemundo
- 2011 - Bilboard Latin Musis Awardards - Telemundo

## Díjak és jelölések

### ACE-díj
| Év   | Kategória            | Telenovella | Eredmény |
| ---- | -------------------- | ----------- | -------- |
| 1996 | Legjobb új színésznő | La dueña    | Elnyerte |

### Premios tu Mundo-díj
| Év   | Kategória            | Telenovella      | Eredmény |
| ---- | -------------------- | ---------------- | -------- |
| 2012 | Legjobb női főgonosz | Corazón valiente | Elnyerte |

### People en Español-díj
| Év   | Kategória            | Telenovella      | Eredmény |
| ---- | -------------------- | ---------------- | -------- |
| 2012 | Legjobb női főgonosz | Corazón valiente | Jelölve  |

### Miami Life Awards-díj
| Év   | Kategória            | Telenovella      | Eredmény |
| ---- | -------------------- | ---------------- | -------- |
| 2013 | Legjobb női főgonosz | Corazón valiente | Elnyerte |

## Fordítás
- Ez a szócikk részben vagy egészben  az   Aylín Mújica című spanyol Wikipédia-szócikk fordításán alapul.  Az eredeti cikk szerkesztőit annak laptörténete sorolja fel. Ez a jelzés csupán a megfogalmazás eredetét és a szerzői jogokat jelzi, nem szolgál a cikkben szereplő információk forrásmegjelöléseként.